# Amalio Maestre
Amalio Maestre e Ibáñez (Ciudad Real, 10 de julio de 1812, Madrid, 5 de febrero de 1872) fue un ingeniero de minas, inspector de varios distritos mineros, vocal de la Comisión del Mapa Geológico de España y profesor de Metalurgia de la Escuela Técnica Superior de Ingenieros de Minas de Madrid.

## Biografía
Después de realizar los estudios de bachiller, Amalio Maestre entró como alumno pensionado en la Academia de Minas de Almadén el 4 de noviembre de 1831, finalizando los estudios y obteniendo el grado de aspirante del Cuerpo de Ingenieros de Minas el 26 de junio de 1836. Posteriormente obtuvo el grado de ayudante segundo y el 9 de enero de 1844 el de  ayudante primero. Fue inspector del distrito mineros de Aragón y Cataluña, así como de los de  Málaga y Sierra Almagrera. En septiembre de 1859 fue destinado a la Junta General de Estadística del Reino, ocupando el puesto de vocal desde junio de 1863 hasta su muerte.

## Obra
Su obra más importante, realizada como una recopilación cuando estaba al frente de la Junta General de Estadística, es la Descripción física y geológica de la Provincia de Santander, publicada en 1864. En ella presta especial atención a las explotaciones mineras de zinc existentes en la provincia, pero sobre todo a las aguas minerales y balnearios como los de La Hermida, Solares, Puente Viesgo y Ontaneda, que en aquel momento tenían gran importancia turístico-medicinal.
También publicó una memoria describiendo el distrito minero de Cataluña y Aragón, y diversas memorias comisionadas por sociedades mineras.

### La polémica del mapa geológico de España
A principios de la década de 1860, Amalio Maestre estaba preparando la edición de un mapa geológico de España, mientras que los geólogos franceses Édouard de Verneuil y Édouard Collomb, que habían trabajado durante muchos años en España estaban asimismo trabajando en otro. El mapa francés fue publicado a finales de agosto de 1864, mientras que el de Amalio Maestre fue sin duda bastante posterior. Sin embargo, algunos autores españoles los consideran casi simultáneos, o incluso atribuyen la prioridad a Amalio Maestre, suponiendo que se había publicado en 1863. En el mapa solamente se indica que se recopilaron los datos obtenidos hasta 1863, no que se publicara en esa fecha. El examen de los catálogos de la Exposición Universal de París celebrada en 1867 permite deducir que Collomb presentó el mapa francés impreso en 1864, mientras que Amalio Maestre, que formaba parte de la comisión general española para esa exposición, presentó su mapa como "avance general" como manuscrito, sin que se hubiera publicado todavía.